# دييغو أوتشوا
دييغو أوتشوا (بالإسبانية: Diego Ochoa)‏ (و. 1993  م) هو دراج، كولومبي.

## روابط خارجية
- دييغو أوتشوا على موقع الاتحاد الدولي للدراجات (الإنجليزية)
- دييغو أوتشوا على موقع أرشيف الدراجات (الإنجليزية)
- دييغو أوتشوا على موقع إحصائيات الدراجات الإحترافية (الإنجليزية)
- دييغو أوتشوا على موقع نسبة الدراجات (الإنجليزية)